# Главный маршал рода войск
Гла́вный ма́ршал ро́да войск — группа воинских званий в Вооружённых Силах СССР: Главный маршал артиллерии (род войск), Главный маршал авиации (вид сил), Главный маршал бронетанковых войск (род войск), Главный маршал инженерных войск (спецвойска) и Главный маршал войск связи (спецвойска).
Стояли рангом выше званий «маршал рода войск (сил) и спецвойск» (равных общевойсковому званию «генерал армии» и военно-морскому «адмирал флота»), таким образом условно соответствуя званиям Маршала Советского Союза и Адмирала Флота Советского Союза (получивший звание главного маршала рода войск уже не мог быть произведен в Маршалы Советского Союза).
Вопрос о том, пишется ли данное воинское звание с прописной буквы или со строчной, остаётся открытым, так как военное законодательство того времени вступало в противоречие с правилами русского языка.

## История
Введены 9 октября 1943 года.
За всё время существования звание «Главный маршал» получили 4 артиллериста, 7 лётчиков и 2 танкиста. В инженерных войсках и войсках связи эти звания существовали, но никогда не присваивались.
Каждый раз звание «Главный маршал» присваивалось лицам, имеющим звание маршала того же рода войск (вида сил) и спецвойск, за единственным исключением В. Ф. Толубко, который в 1983 году получил звание Главного маршала артиллерии после общевойскового звания «генерал армии».
В 1984 году были оставлены только звания «Главный маршал артиллерии» и «Главный маршал авиации»; остальные исключены из перечня персональных воинских званий Указом Президиума Верховного Совета СССР от 26 апреля 1984 года № 89-XI «О воинских званиях офицерского состава Вооружённых Сил СССР». Но и оставшиеся два звания после 1984 года не присваивались (последнее присвоение — А. И. Колдунову 31 октября того же года). Окончательно исключены из перечня воинских званий в 1993 году. Последний носитель этого звания — Главный маршал авиации Б. П. Бугаев — умер 13 января 2007 года.
| младшее войсковое звание: Маршал рода войск | Главный маршал рода войск | старшее звание вооружённых сил: Маршал Советского Союза |

## Оклад
Размер месячного оклада по воинскому званию — «главный маршал рода войск» и «главный маршал авиации», военнослужащему, находящемуся в запасе или отставке, присвоенное, по ранее действовавшему законодательству, составлял в 2019 году 27 000 рублей. Такой же оклад был установлен и по воинскому званию «генерал армии» и «маршал рода войск и специальных войск».

## Знаки различия
На погонах Главных маршалов родов войск была изображена звезда диаметром 40 мм, обрамлённая лавровым венком, и эмблема рода войск.
В 1945—1955 годах маршалы и Главные маршалы родов войск имели также отличный от общегенеральского мундир.
Особым знаком различия была также «Маршальская Звезда» такого же образца, что и у «обычных» маршалов родов войск (сил) и спецвойск (без бриллиантов между лучами).
- Знаки различия Главных маршалов рода войск до 1974 года
- Полевой погон без эмблемы рода войск (1943—1955 гг.)
- Главный маршал артиллерии
- Авиации
- Бронетанковых войск
- Связи
- Инженерных войск

## Список Главных маршалов родов войск (вида сил) и спецвойск

### Главные маршалы артиллерии
1. Воронов, Николай Николаевич (21 февраля 1944)
2. Неделин, Митрофан Иванович (8 мая 1959)
3. Варенцов, Сергей Сергеевич (6 мая 1961, лишён звания 13 марта 1963)
4. Толубко, Владимир Фёдорович (25 марта 1983)

### Главные маршалы авиации
1. Новиков, Александр Александрович (21 февраля 1944, лишён звания 11 мая 1946, восстановлен 1953)
2. Голованов, Александр Евгеньевич (19 августа 1944)
3. Жигарев, Павел Фёдорович (11 марта 1955)
4. Вершинин, Константин Андреевич (8 мая 1959)
5. Кутахов, Павел Степанович (3 ноября 1972)
6. Бугаев, Борис Павлович (28 октября 1977)
7. Колдунов, Александр Иванович (31 октября 1984)

### Главные маршалы бронетанковых войск
1. Ротмистров, Павел Алексеевич (28 апреля 1962)
2. Бабаджанян, Амазасп Хачатурович (29 апреля 1975)

### Главные маршалы инженерных войск
не присваивалось

### Главные маршалы войск связи
не присваивалось